# Salustiano del Campo Urbano
Salustiano del Campo Urbano, né le 18 février 1931 à la Línea de la Concepción dans la province de Cadix et mort le 26 juillet 2024 à Madrid, est un sociologue espagnol.

## Biographie
Diplômé de l'Institut d'études politiques de Madrid en 1953, Salustiano del Campo Urbano soutient une thèse de doctorat en sciences politiques en 1959. En 1962, il obtient la chaire de sociologie de l'université de Barcelone puis en 1967 celle de l'université complutense de Madrid.
Il sera l'un des promoteurs de l'enseignement de cette nouvelle discipline universitaire en Espagne.
Spécialiste de la sociologie de la famille, il élargira le champ de ses recherches vers les questions telles que les politiques démographiques et les changements sociaux en Espagne. Sociologue « empirique », il formera aux techniques d'enquête un grand nombre d'étudiants et de futurs sociologues.

## Décoration
- Grand-croix de l'ordre d'Alphonse X le Sage (2002)

## Publications
(janvier 2023).
Le contenu est difficilement compréhensible vu les erreurs de traduction, qui sont peut-être dues à l'utilisation d'un logiciel de traduction automatique.
- 1960 La familia española en transición, Madrid
- 1962 La sociología científica moderna, 4e édition, Madrid
- 1968 Cambios sociales y formas de vida, Ariel, Barcelone (2e édition, 1973)
- 1972 La Sociedad. Volume I de la trilogie Salustiano del Campo, Manuel Fraga Iribarne et Juan Velarde Fuertes
- Il codirige La España de los años 70 : La sociedad, la economía y la política, Éd. Moneda y Crédito, Madrid
- 1975-1976 Diccionario de Ciencias Sociales, 2 volumes, patronné par l'UNESCO, Éd. Instituto de Estudios Políticos. Réédité en 4 volumes par Planeta Agostini (1987-1988).
- 1976 Crítica de la planificación social española 1964-1975, Castellote, Madrid.
- 1980 El ciclo vital de la familia española. Discours d’admission à la Real Academia de Ciencias Morales y Políticas, Madrid
- 1982 (avec Manuel Navarro) Análisis sociológico de la familia española, Ed. Ministerio de Cultura, Madrid (2e édition corrigée, Éd. Ariel, Barcelone 1985)
- 1987 (avec Manuel Navarro) Nuevo análisis de la población de España, Éd. Ariel, Barcelone
- 1989 La sociedad de clases medias, Colección Austral, Éd. Espasa Calpe, Madrid
- 1985 Tratado de Sociología, Éd. Taurus, Madrid. (1re et 2e réimpression, 1986 ; 2e édition augmentée, 1988 ; 1re réimpression, 1988 ; 2e réimpression, 1989)
- 2001 Historia de la sociología española, Ariel, Barcelone.